# Salvatore Rombi
Pour les articles homonymes, voir Rombi.
Salvatore Rombi est un acteur et un cascadeur français. Il est aussi un spécialiste en sport de combat et en cascades physiques.

## Filmographie
- 2004 : Banlieue 13 de Pierre Morel
- 2006 : Mafiosa, le clan, série TV de Louis Choquette
- 2006 : Da Vinci Code de Ron Howard (doublure)
- 2009 : Banlieue 13 - Ultimatum de Patrick Alessandrin
- 2009 : Pigalle, la nuit, série TV
- 2010 : Arthur 3 : La Guerre des deux mondes de Luc Besson